# Brassia arachnoidea
Brassia arachnoidea é uma espécie de plantas do grupo Brassia.

## Conservação
A espécie faz parte da Lista Vermelha das espécies ameaçadas do estado do Espírito Santo, no sudeste do Brasil.

## Distribuição
A espécie é endêmica do Brasil e encontrada nos estados brasileiros de Bahia, Espírito Santo e Rio de Janeiro. A espécie é encontrada no domínio fitogeográfico da Mata Atlântica, em regiões com vegetação de floresta ombrófila pluvial.

## Híbridos
É conhecido um híbrido natural de B. arachnoidea com Miltonia flavescens, sendo a espécie resultante denominada x Bratonia bahiensis Marçal & Chiron, descrito em 2013 na Bahia, no município de Camacan. O notogénero Bratonia é dado para combinaçóes de Brassia com Miltonia.